# Smart factory
Una smart factory, o fabbrica intelligente, è un ambiente di produzione altamente digitalizzato e connesso che sfrutta le tecnologie dell'Industria 4.0 per migliorare l'efficienza, la qualità e la flessibilità dei processi produttivi. La smart factory integra tecnologie come l'Internet delle cose (IoT), il cloud computing, l'intelligenza artificiale (AI) e la robotica avanzata per creare un sistema produttivo interconnesso e autonomo.

## Caratteristiche principali
Le principali caratteristiche di una smart factory includono:
- Connettività: l'interconnessione tra macchinari, sensori e sistemi informatici tramite IoT consente la raccolta e l'analisi dei dati in tempo reale.
- Automazione: l'uso di robot e sistemi automatizzati riduce la necessità di intervento umano, migliorando la precisione e l'efficienza.
- Flessibilità: le smart factory possono adattarsi rapidamente a cambiamenti nella produzione grazie a sistemi modulabili e scalabili.
- Data-driven decision making: l'analisi avanzata dei dati permette di prendere decisioni informate per ottimizzare i processi produttivi e ridurre gli sprechi.

## Tecnologie abilitanti
Le smart factory si basano su diverse tecnologie chiave, tra cui:
- Internet delle cose (IoT): permette la comunicazione tra dispositivi e sistemi attraverso sensori e reti.
- Cloud computing: fornisce capacità di calcolo e archiviazione dati flessibili e scalabili.
- Intelligenza artificiale (AI): automatizza l'analisi dei dati e supporta la manutenzione predittiva e il controllo qualità.
- Big data: gestisce grandi volumi di dati per migliorare i processi decisionali.
- Cybersecurity: protegge i dati e i sistemi da minacce informatiche.
- Robotica avanzata: implementa robot per compiti ripetitivi, migliorando la produttività e la sicurezza.

## Benefici
L'adozione di un modello di smart factory apporta molteplici vantaggi a livello produttivo ed economico. L'ottimizzazione dei processi, resa possibile dall'automazione e dall'analisi dei dati in tempo reale, riduce significativamente i tempi di produzione e i costi operativi. Il monitoraggio costante dei parametri di produzione e l'analisi dei dati raccolti consentono di individuare tempestivamente eventuali anomalie e intervenire prontamente, garantendo standard qualitativi elevati e uniformi. La modularità e la scalabilità dei sistemi di una smart factory permettono di adattarsi rapidamente alle fluttuazioni della domanda, alle personalizzazioni dei prodotti e all'introduzione di nuovi modelli, mantenendo un alto livello di efficienza. Una migliore gestione delle risorse, supportata da algoritmi di intelligenza artificiale e analisi predittiva, consente di ottimizzare l'utilizzo di materie prime, energia e manodopera, riducendo gli sprechi e minimizzando l'impatto ambientale.

## Sfide
Nonostante i numerosi benefici, l'implementazione di smart factory comporta alcune sfide significative. I costi iniziali per l'adozione di tecnologie avanzate come l'IoT, l'intelligenza artificiale e la robotica possono essere elevati, richiedendo investimenti considerevoli in hardware, software e infrastrutture. La gestione della grande quantità di dati generati dai sensori e dai macchinari interconnessi rappresenta un'ulteriore sfida, poiché necessita di infrastrutture adeguate per l'archiviazione, l'elaborazione e l'analisi dei dati, nonché di competenze specifiche per estrarre informazioni utili e utilizzarle per ottimizzare i processi. L'aumento della connettività e l'interazione tra sistemi diversi espongono le smart factory a potenziali rischi di sicurezza informatica, rendendo fondamentale l'implementazione di misure di protezione adeguate per prevenire attacchi e garantire la riservatezza dei dati. Infine, la formazione del personale rappresenta un aspetto cruciale per il successo di una smart factory, poiché richiede un aggiornamento continuo delle competenze per gestire e mantenere i nuovi sistemi tecnologici, nonché per sfruttarne appieno le potenzialità.

## Esempi
Diversi esempi di smart factory dimostrano l'applicazione pratica delle tecnologie dell'Industria 4.0:

### Siemens Amberg
Lo stabilimento di Amberg, in Germania, rappresenta un esempio di eccellenza nell'implementazione di una smart factory. L'azienda utilizza soluzioni digitali avanzate per monitorare e ottimizzare i processi produttivi in tempo reale, raccogliendo dati dai sensori installati sui macchinari e analizzandoli per individuare eventuali anomalie o inefficienze. L'automazione e la robotica avanzata sono impiegate per aumentare la produttività e la precisione, mentre l'intelligenza artificiale supporta la manutenzione predittiva, riducendo i tempi di fermo macchina e i costi di manutenzione.

### Bosch Rexroth
La fabbrica di Homburg, in Germania, è un altro esempio di successo nell'adozione di tecnologie Industria 4.0. L'azienda ha implementato sistemi di produzione flessibili, in grado di adattarsi rapidamente a cambiamenti nella domanda e personalizzazioni di prodotto. L'automazione avanzata, inclusi robot collaborativi e sistemi di trasporto autonomi, ha permesso di migliorare l'efficienza operativa, riducendo gli errori umani e aumentando la velocità di produzione. L'utilizzo di sensori e l'analisi dei dati in tempo reale consentono di monitorare costantemente i processi e intervenire tempestivamente in caso di necessità.

### General Electric
Le fabbriche di General Electric in tutto il mondo rappresentano un esempio di come l'IoT e l'analisi dei dati possano essere utilizzati per migliorare l'efficienza e la qualità della produzione. L'azienda ha implementato sensori su una vasta gamma di macchinari e attrezzature, raccogliendo dati sulle prestazioni, l'utilizzo e lo stato di salute. Questi dati vengono analizzati per prevedere guasti, ottimizzare la manutenzione e migliorare continuamente i processi produttivi. L'utilizzo di algoritmi di intelligenza artificiale e modelli predittivi consente di identificare potenziali problemi prima che si verifichino, riducendo i tempi di fermo macchina e i costi di riparazione.